# Exocentrus aureomaculatus
Exocentrus aureomaculatus es una especie de escarabajo longicornio del género Exocentrus, categorizada en la tribu Exocentrini, de la subfamilia Lamiinae. Fue descrita por Aurivillius en 1915.

## Descripción
Mide 8 mm de longitud.

## Distribución
Se distribuye por Malaui y Tanzania.